# Henry Lejeune
 (avril 2016).
Si vous disposez d'ouvrages ou d'articles de référence ou si vous connaissez des sites web de qualité traitant du thème abordé ici, merci de compléter l'article en donnant les références utiles à sa vérifiabilité et en les liant à la section « Notes et références ».
Henry Lejeune, né Henri Émile Joseph Lejeune, est un artiste-peintre, dessinateur, céramiste et animateur socio-culturel autodidacte belge, né à Écaussinnes-d'Enghien en Hainaut le 28 décembre 1930 et décédé à Braine-le-Comte le 18 février 2014.

## Biographie
Il est le fils de Victor Lejeune, ouvrier mécanicien, devenu garagiste indépendant et de son épouse, Esther Poliart.
En 1940, lors de l'offensive allemande, sa famille se réfugie durant trois mois à Fleurance (Gers). Il en revient fortement impressionné par les rapaces qu'il découvre dans cette région. Ses parents se séparent durant la guerre, Esther doit dès lors élever seule ses huit enfants. L'aîné, Alphonse, reprend la gestion du garage.
En août 1944, Alphonse, qui réparait occasionnellement des véhicules pour la résistance est arrêté par les nazis et déporté au camp de concentration de Neuengamme où il meurt quelques mois plus tard.
En 1948, Henry réalise ses premières peintures et entre comme apprenti à la faïencerie Boch-Keramis à La Louvière où il travaille durant 12 ans en tant qu'ouvrier. Le soir, il étudie les Arts décoratifs à l'Institut Provincial des Arts et Métiers sous la direction d'Ernest D'Hossche.
1952 voit son mariage avec Louise Deprez et 1953, la naissance de leur premier enfant, Nadine. En 1954, il rencontre, à La Louvière, l'artiste Pol Bury et se lie d'amitié avec la poétesse Madeleine Biefnot, qui fut l'égérie des surréalistes Louvièrois, la maîtresse du poète Franz Moreau et la compagne du pédagogue Jacques Duez. Premières peintures et céramiques surréalistes.
Le 6 mars 1957 voit la naissance de son second enfant, Frédéric. Il commence la réalisation d'une fresque murale pour un important garage de La Louvière. En 1958, il quitte l'usine, s'installe dans la maison familiale, comme céramiste indépendant.
En 1965, naissance de son troisième enfant, Laurent. Il se lie d'amitié avec le poète et chanteur Wallon Julos Beaucarne originaire également d'Ecaussinnes. Henry décide de faire connaitre Julos dans la région et lui organise un concert au cinéma Le Royal à Ecaussinnes.
Il fonde en 1968 avec d'autres artistes de sa région, le groupe Les Racines du Manoir, centre culturel indépendant qui anime le village d'Ecaussinnes jusqu'en 1975, en organisant des spectacles et des expositions.
En 1970, il rencontre à Mons, le photographe Marcel Lefrancq et le peintre Louis Van de Spiegele. Ces deux artistes surréalistes Hennuyers lui présentent en 1971, le dessinateur Armand Simon avec qui Henry Lejeune entretient une amitié intense jusqu'à la mort de cette importante figure du surréalisme belge, en 1981. C'est sa rencontre avec Armand Simon qui motive son passage aux encres de chine de couleurs à partir de 1971. Dans son exploitation de la couleur, il recherche la richesse de la matière émaillée qu'il avait développée avec la céramique .
Parallèlement, il met sur pied une librairie alternative Le mouton Tondu (en référence au titre d'une chanson de Julos Beaucarne). Il publie une revue artistique Le Déraciné et surtout abandonne peu à peu son activité d’artisan céramiste pour se consacrer entièrement à l'art, sous la forme du dessin à l'encre de Chine sur papier, d'abord en noir et blanc, puis en couleur.
En 1972, il rencontre André Blavier. En 1973, il adhère au groupe « Gradiva » avec qui il expose à Copenhague et rencontre les artistes provençaux Philippe Garouste de Clauzade et Knud Viktor.
Il rencontre l'écrivain belge Marcel Moreau en 1976 et se lie d'amitié avec le photographe français Jean-Pol Stercq. En 1977, il abandonne la céramique pour se consacrer entièrement à la peinture à l'encre de Chine, quitte sa première femme Louise, part habiter Ixelles, puis Cheval-Blanc avec la poétesse France Assoignon (France Elysée), de qui il a un quatrième enfant, Julien, en 1979. C'est aussi le début de sa période haboku. Les couleurs deviennent plus vives, plus lumineuses.
J.P. Parent de Tournai réalise un film sur lui en 1983. En 1996, Henry Lejeune ré-aborde la technique de la céramique pour réaliser des sculptures en terre cuite noire. En 1998, il rejoint le groupe surréaliste Phases.
En 2000, il rejoint le groupe surréaliste tchèque en tant qu'invité d'honneur et en 2013, déménage à Henripont, petit village de l'entité de Braine-le-Comte, à l'orée du bois de la Houssière.
Le 18 février 2014, Henry Lejeune meurt à Henripont, en Belgique, des suites d'un cancer généralisé. Il est enterré à Ecaussinnes.

## Expositions personnelles

### Belgique
- 1970 - 1972 - 1975 : Bruxelles, galerie Le creuset
- 1972 - 1984 : Mons, Hainaut-Tourisme
- 1973 : Gent, galerie Contrast-Punt
- 1973 - 1985 : Ecaussinnes, restaurant Le Pilori
- 1974 : Bruxelles, galerie Orbite 2000
- 1975 : Charleroi, galerie Le Volcan
- 1976 : Leuven, galerie Free
- 1977 : Bruxelles, galerie Faider
- 1978 : Bruxelles, Galerie Lorelei
- 1978 : Bruxelles, Banco di Roma
- 1979 : Marcinelle, Centre des Affaires Sociales
- 1979 - 1983  : Tournai, Galerie Le Lion Blanc
- 1980 - 1991 : Bruxelles, Galerie Echancrure
- 1981 : Boussu, Le Grand Hornu
- 1982 : Sint-Pieters-Leeuw, galerie Alsput
- 1983 : Bruxelles, Galerie Le Tremplin
- 1986 : La Louvière, Salle Achille Chavée
- 1987 : Malmedy, Musée du Papier
- 1988 : Bruxelles, Galerie Espace Libre
- 1984 - 1998 : Quaregnon (Mons), Maison Culturelle
- 2000 : Bruxelles, Galerie Belo
- 2004 : Stavelot, Caves de l'Abbaye
- 2005 : Arquennes Grange à la Dime
- 2006 : Ecaussinnes, Château Fort

### France
- 1976 : Paris, La Cour des Miracles
- 1976 : Cambrai, Centre Culturel
- 1977 : Lille, Galerie Dimay
- 1977 : Paris, Galerie 3 + 2
- 1977 : Paris, Centre Culturel Daviel
- 1978 : Paris, Galerie Le Ranelagh
- 1979 : Aix-en-Provence, Galerie des Maîtres Contemporains
- 1983 - 1984 : L'Isle-sur-Sorgue (Vaucluse), Galerie Djellal/Lagier
- 1984 - 1986 : Salon-de-Provence, Galerie Geneviève Goubin
- 1990 : Forcalquier (Alpes-de Haute-Provence), Couvent des Cordeliers
- 1992 : Saint-Malo (Bretagne), Galerie Sklerijenn
- 2003 : Forcalquier (Alpes-de Haute-Provence), Centre d'Art -Contemporain Boris Bojnev, Caves à Lulu

### Suisse
- 1980 - 1982 : Galerie Bourg de Four, Genève

### République tchèque
- 1999 : Musées d'Ostrava et de Trébic

## Expositions collectives

### Belgique
- 1968 : Ecaussinnes, Hôtel de ville
- 1968 : Le Rœulx Château du Rœulx
- 1969 : Bruxelles, Hôtel de ville de Saint-Gilles
- 1969 : Ecaussinnes, Hôtel de ville
- 1969 : Houdeng-Goegnies, Salle communale
- 1969 : La Louvière, Les amis de l'art
- 1969 : Mont-sur-Marchienne, Foyer Culturel
- 1969 : Thuin, Hôtel de ville
- 1970 : Ecaussinnes, Hôtel de ville
- 1970 : La Louvière, « Les amis de l'art »
- 1971 : Château-Fort d'Ecaussinnes et Palais des Beaux Arts de Charleroi : Hainaut, Terre de Surréalisme (exposant et organisateur)
- 1972 : Namur, Centre Félicien Rops, Prix René Némery (Premier ex æquo avec trois autres artistes)
- 1972 : Thieusies, Exposition Inutile I (exposant et organisateur)
- 1972 : Bruxelles, Galerie « Quadri », exposition ; « Hainaut Surréel »
- 1972 : Tournai, Centre Culturel, exposition d'hommage au groupe « Les Racines du Manoir »
- 1972 : Bruxelles, Galerie Échancrure, exposition d'hommage au groupe « Fantasmagie »
- 1973 : Bruxelles, Galerie W. Thompson De Magritte à Pol Bury
- 1973 : Thieusies, exposition Inutile II (exposant et organisateur)
- 1977 : Jemappes , exposition du groupe « 3X3 » avec Jean-Pol Sterq et France Assoignon (qui expose sous le nom de France Alysée)
- 1978 : La Louvière, Nivelles, Exposition du groupe « 3X3 »
- 1979 : Bruxelles, Hôtel de Ville XV ans du groupe « Fantasmagie »
- 1982 : Mons, Salle St Georges exposition autour du compositeur Max Reger
- 1984 : Bruxelles, Le Botanique, exposition ; « Marcel Moreau, Amis, Démons et Rythmes »
- 1987 : Malmedy, Musée du papier
- 1988 : Braine-le-Château, Moulin Banal, « Vous avez dit Banal ? »
- 1989 : Liège , Musée d'Art Moderne, exposition ; « Mail Art Internationale »
- 1989 : Tournai, Centre Culturel, exposition ; « L’œil au bout des doigts »
- 1990 : Malmedy, Musée du Papier, exposition ; « Artistes du Papier »
- 1990 : La Reid, Laboratoire Papetier, exposition ; « Artistes du Papier »
- 1990 : Lokeren, « Park Gallery »
- 1998 : Bruxelles, Galerie Group 2, The magic world of surrealism
- 1993 : Eupen, Galerie Valentin, exposition d'hommage au groupe ; « Fantasmagie »
- 2000 : Bruxelles, Centre Culturel « La Villa », Surréalisme tchèque (Invité d'honneur)
- 2012 : Braine-le-Comte (Belgique) , exposition ; « Les fils d'Arthur », avec les peintres Serge Poliart et Guy Leysens.

### France
- 1975 : Paris, Galerie Alternative, exposition d'ensemble
- 1983 : Alleins ( Bouches du Rhône) « Fenêtre ouverte sur l'art »
- 1983 : Salon de Provence - Galerie Goubin avec les peintres Garouste, Mélot
- 1984 : Les Taillades (Vaucluse) « 5 peintres en quête de visiteurs »
- 1984 : L'Isle-sur-Sorgue ( Vaucluse) « Image pour les oreilles, Musique pour les yeux »
- 1989 : Hauterives ( Drôme), exposition d'hommage au « Facteur Cheval »
- 2000 : Arras, Centre Noroit
- 2000 : Mayenne, Centre Kiosque, Exposition internationale « Phases »

### Danemark
- 1973 : Copenhague, exposition du groupe « Gradiva »

### Québec
- 1998 : Université de Montréal, « Maldoror Park. Diversité surréaliste 1935-1995 »

### Tchéquie
- 2000 : Dans huit musées différents, La parenté n'est pas héréditaire (Surréalisme et liberté), exposition internationale,

### Rétrospectives
- 2001 : Du rétroviseur au pare-brise. Henry Lejeune, Orangerie du Château de Seneffe
- 2002 : Henry Lejeune. Parcours d'un scaussinopythèque déraciné, Salle des Dominicains, Braine-le-Comte
- 2011 : Henry Lejeune. Portrait de l'artiste en déraciné, Maison du Tourisme des Parcs et Châteaux, Maison des associations, La Louvière
- 2014 : Hommage à Henry Lejeune, Ecaussinnes cité d'arts.

### Interviews radiophoniques
- 1974 : Droit de réponse, avec Jacques Bourlez, R.T.B. Hainaut.
- 18 septembre 1980 : Le temps de créer, avec Yvette Z'Gragen, Radio Suisse Romande.
- 1998 : Croupion de Culture, Bruxelles.
- 1981 : Marie Clap Sabots avec Bernard Gillain, R.T.B. Namur.

### Interviews télévisés
- 1971 : Antenne Soir par Jean Brumioul

### Articles de presse
- « Deux Namurois, une Bruxelloise et un habitant d'Écaussinnes-d'Enghien : les quatre peintres lauréats du prix René Nemery » 1972, La Meuse, Namur, le 27 janvier 1972.
- « Le 2e concours René Némery de peinture. Les lauréats », La Dernière Heure, 13 février 1972.
- « Mon Hainaut volé ou l'Exposition inutile », Luc Honorez, Le Ligueur, 30 juin 1972.
- « Henri Lejeune. Des « Racines du Manoir » à Copenhague », Jacques Collard, Pourquoi Pas ?, 7 décembre 1972.
- « Henri Lejeune », La Dernière Heure, 13 décembre 1972.
- « Henri Lejeune, dessinateur de l'enfer, devient peintre du feu », Dominique Deloof, Le Peuple, 20 décembre 1972.
- « Henri Lejeune », Le Phare, 31 décembre 1972.
- « Henri Lejeune », A.V., Actualité des Arts, 1973.
- « Henry Lejeune et ses rêves oubliés », L.H., Le Soir, 15 février 1973.
- « Et si vous connaissiez Henry Lejeune ? », Luc Honorez, Le Ligueur, 16 février 1973.
- « Henry Lejeune », H.P., La Métropole-La Flandre libérale, 7 mars 1973.
- « A Thieusies. L'exposition inutile », L.H., Le Soir, 20 juin 1973.
- « L'Exposition inutile ouverte à Thieusies : Tout compte fait très salubre », P.H., Le Peuple, 20 juin 1973.
- « De Magritte à Pol Bury. Un panorama de l'art hennuyer, Porte de Namur, à Bruxelles... », D.D., Le Peuple, septembre 1973.
- « Henri Lejeune expose à Haine-Saint-Pierre », Ernest Haucotte, La Nouvelle Gazette, avril 1974.
- « Henry Lejeune », Jean Braipson, Le Drapeau Rouge, 3 avril 1974.
- La Suisse, jeudi 11 septembre 1980.
- Le Dauphiné Libéré (Suisse) mardi 16 septembre 1980
- Nord-Éclair (France), 7 octobre 1981
- La Dernière heure (Belgique), 11 juillet 1980.
- La Meuse-La Lanterne (Belgique), vendredi 15 février 1991

### Catalogues d'expositions
- Henry Lejeune, « Du Rétroviseur au Pare-brise », Orangerie, Domaine du Château de Seneffe, 2001.

### Monographie
- 1977 - Henry Lejeune, dessinateur de l'enfer, peintre du feu, textes de Gisèle Ollinger (assistante au Musée d'Art Moderne de Bruxelles), Armand Simon, Madeleine Biefnot, Julos Beaucarne, Dominique Deloof, Philippe Garouste, Bernard Gillain, Yves Vasseur et Danielle Robin. Photos de Michel Lantreberg et Jean-Pol Stercq, Éditeur Jean-Claude Delaude.